# Rule 3:36
Rule 3:36 è il secondo album in studio del rapper statunitense Ja Rule, pubblicato il 10 ottobre 2000.

## Tracce
1. Intro
2. Watching Me
3. Beetween Me And You (feat. Christina Milian)
4. Put It On Me (feat. Vita)
5. 6 Feet Underground
6. Love Me, Hate Me
7. Die!!! (feat. Tah Murdah, Black Child & Dave Bing)
8. Fuck You (feat. O1 & Vita)
9. I'll Fuck U Girl (skit)
10. Grey Box (skit)
11. Extasy (feat. Tah Murdah, Black Child & Jayo Felony)
12. It's Your Life (feat. Shade Sheist)
13. I Cry (feat. Lil' Mo)
14. One Of Us
15. Chris Black (skit)
16. Rule Won't Die